# Fraquelfing
Fraquelfing är en kommun i departementet Moselle i regionen Grand Est (tidigare regionen Lorraine) i nordöstra Frankrike. Kommunen ligger i kantonen Lorquin som tillhör arrondissementet Sarrebourg. År 2022 hade Fraquelfing 84 invånare.

## Befolkningsutveckling
Antalet invånare i kommunen Fraquelfing
| Referens: INSEE |